# Azotură de beriliu
Azotura de beriliu este un compus anorganic cu formula Be3N2. Poate fi preparat prin sinteză la temperaturi foarte înalte (1100-1500°C). 
1. ↑  beryllium nitride (în engleză), Global Substance Registration System, accesat în 14 octombrie 2016